# Рюрюкё Синсай
Рюрюкё Синсай (яп. 柳々居辰斎) — японский художник направления укиё-э. Упоминается с  1794 года, период творчества пришёлся на 1799—1823 гг. Известен гравюрами-суримоно с натюрмортами, пейзажами (в стилистике которых просматривается европейское влияние) и портретами красавиц (бидзинга).
Ученик Таварая Сори I, а затем Хокусая, от которого в 1800 году взял творческое имя Синсай. Среди учеников Хокусая отличался самобытностью, избежав прямого подражания учителю.

## Работы
- Натюрморт, суримоно
- Вид Мацусаки; между 1801 и 1804 годами; музей Гиме
- Чаша и сосновые иголки (суримоно), 1810-е
- Красавица у ручья, бидзинга; около 1805 года